# Pedro de Bracamonte y Dávila
Pedro Francisco de Bracamonte Dávila y Zarzosa (Trujillo, 1728 - ?) fue un militar, funcionario y noble criollo en el Virreinato del Perú. Primer Conde de Valdemar de Bracamonte.

## Biografía

### Primeros años
Fue hijo legítimo y primogénito del general Nicolás de Bracamonte y del Campo y de María de Zarzosa y Herrera. Se inició desde muy joven en la milicia, siguiendo la tradición familiar, llegando al grado de coronel y ejerciendo el cargo de regidor perpetuo de su ciudad natal. Heredó de sus padres, tierras en el valle de Chicama, además de suceder en el mayorazgo de Peñaranda de Bracamonte, fundado en Salamanca.

### Pasa a América
Desde el año 1780 poseía en alquiler todos los bienes del mayorazgo de Chiclín, incluyendo la casa de ese mayorazgo ubicada en la plaza mayor de Trujillo del Perú. La casona habitada por el Conde y su familia, además fue embellecida. En 1785 cedió su título nobiliario en favor de su hija mayor, María Josefa Timotea, y de su esposo, el minero y comerciante Pedro Ventura de Orbegoso y Lequerica, justificándolo "por el mucho amor y voluntad que le tengo". Fallecida la hija poco después y sin descendencia, Bracamonte obtuvo de Orbegoso la renuncia al título, pero pronto se lo cedió a su otra hija, María Nicolasa, cuando en 1795 casó con el comerciante Mariano de Ganoza y Cañas. Esta murió igualmente joven y sin hijos, por lo que su padre conminó también a este yerno a restituirle su condado. Hacia 1790, el Conde de Valdemar de Bracamonte había heredado el señorío y posesión del mayorazgo de Chiclín, en el que había invertido mucho dinero y trabajo.

## Matrimonio y descendencia
Casado con la trujillana Juana María López Fontao. Le sobrevivieron tres hijos varones: Nicolás Casimiro, quien le sucedió en los títulos nobiliarios; Manuel, y Juan Antonio de Bracamonte López.